# Косинов (Адыгея)
Ко́синов (адыг. Косинов) — хутор в Республике Адыгея. Входит в состав городского округа город Майкоп.

## География
Хутор расположен в северной части городского округа Майкоп. Находится в 14 км к северу от города Майкоп и в 22 км к юго-востоку от города Белореченск. 
Площадь территории хутора составляет — 0,57 км2. 
Ближайшие населённые пункты: Келермесская на северо-востоке, Калинин на юго-востоке, Подгорный на юге, Ханская на юго-западе, Восточный и Грушёвый на западе и Черёмушкин на северо-западе. 
Населённый пункт расположен на Закубанской наклонной равнине, в переходной от равнинной в предгорную зоне республики. Средние высоты на территории хутора составляют 207 метров над уровнем моря. Рельеф местности представляет собой в основном волнистую равнину, имеющей общий уклон с юго-запада на северо-восток. Положительные формы рельефа представлены курганными и холмисто-бугристыми возвышенностями, изрезанные балками и понижениями.  
Климат на территории хутора мягкий умеренный. Среднегодовая температура воздуха положительная и составляет около +11,5°С. Среднемесячная температура воздуха в июле достигает +23,0°С. Среднемесячная температура января составляет около 0°С. Среднегодовое количество осадков составляет около 750 мм. Основная часть осадков выпадает в период с мая по июль. 

## История
В 1880 году войсковой старшина Филипп Косинов проживавший в станице Ханской, получил два надела земли, в которых были основаны два маленьких хутора. 
Первый хутор, которым владела жена Ф.А. Косинова — Агафья, был в пределах волости Гиагинской. По данным 1882 года, стоял он «на балке Келермесс» и в 8 дворах хутора проживали 47 крестьян. Второй хутор Косинов был расположен на безымянной балке и в нём числился один двор. Впоследствии первый хутор Косинов стал называться Терским и исчез до Октябрьской революции, а второй существует и поныне. 
20 февраля 1986 года в составе Западного сельсовета, хутор был передан из Майкопского района в ведение Майкопского городского совета. 
18 августа 1992 года с упразднением Западного сельсовета, хутор Косинов был передан в прямое подчинение Майкопской городской администрации. 
С 2000 года в составе Майкопского республиканского городского округа, наделённого статусом муниципального образования в 2005 году. 

## Население
| 2002 | 2010 | 2013 | 2014 | 2015 | 2016 | 2017 |
| ---- | ---- | ---- | ---- | ---- | ---- | ---- |
| 390  | ↘314 | ↗334 | ↘333 | ↘311 | ↘307 | ↘303 |
| 2018 | 2019 | 2020 | 2021 | 2023 | 2024 |      |
| ↗312 | ↘308 | ↗312 | ↗330 | ↗331 | ↘318 |      |

Плотность — 557.89 чел./км2.
Национальный состав
По данным Всероссийской переписи населения 2010 года:
| Народ    | Численность, чел. | Доля от всего населения, % |
| -------- | ----------------- | -------------------------- |
| русские  | 240               | 76,44 %                    |
| адыги    | 34                | 10,83 %                    |
| армяне   | 18                | 5,73 %                     |
| украинцы | 11                | 3,50 %                     |
| другие   | 11                | 3,50 %                     |
| всего    | 314               | 100,0 %                    |

Мужчины — 142 чел. (45,2 %). Женщины — 172 чел. (54,8 %).

По данным Всероссийской переписи 2021 года:
| Народ   | Численность, чел. | Доля от всего населения, % |
| ------- | ----------------- | -------------------------- |
| русские | 269               | 81,51 %                    |
| армяне  | 28                | 8,48 %                     |
| адыги   | 25                | 7,57 %                     |
| другие  | 8                 | 2,42 %                     |
| всего   | 330               | 100,0 %                    |

## Местное самоуправление
Хутор Косинов вместе с посёлком Подгорный, входят в ТОС (территориальное общественное самоуправление) №16 городского округа Майкоп. 
Местное самоуправление является территориальным исполнительным органом местной администрации (ТИОМА) городского округа Майкоп и осуществляет исполнительно-распорядительные функции на территории посёлка Подгорный и хутора Косинов.
Администрация ТОС №16 — городской округ Майкоп, посёлок Подгорный, ул. Ленина, №48.
- Председатель местного самоуправления — Заболотнева Елена Иосифовна.
- Администратор местного самоуправления — Шевченко Елена Алексеевна.

## Инфраструктура
В населённом пункте отсутствуют объекты социальной инфраструктуры, ближайшие из которых расположены в посёлке Подгорный. 
Предприятие «Автосервис Адыгея».

## Транспорт
Через хутор проходит автобусный маршрут №110 «Университет — хутор Косинов».

## Улицы
Уличная сеть хутора состоит из двух улиц — Гагарина и Молодёжная.